# Cylichna thetidis
Cylichna thetidis is een slakkensoort uit de familie van de Cylichnidae. De wetenschappelijke naam van de soort is voor het eerst geldig gepubliceerd in 1903 door Hedley.